# Исторически източник
Исторически източник, също исторически извор може и да се нарече извор на историята, е всеки паметник на миналото, който свидетелства за историята на човешкото общество.
Източникът е основа на човешкото историческо познание, т.к. няма ли източник, няма история.
Класификация на историческите извори:
- според вида им:
  - писмени,
  - веществени,
  - лингвистични,
  - антропологически,
  - етнографски,
  - фолклорни и т.н.;

- според техния произход и език:
  - домашни,
  - чужди;

- според типологията:
  - паметници на историческата традиция – исторически хроники, жития, художествени произведения,
  - паметници на исторически свидетелства – грамоти, законодателни сборници, официална кореспонденция между владетели;

- по форма и съдържание:
  - агеографски (жития на светци),
  - химногеотрафски (богослужебна литература – църковни служби, похвални слова),
  - епиграфски (надписи),
  - нумизматични,
  - сфрагистични.